# Stop! Oder meine Mami schießt!
Stop! Oder meine Mami schießt! (Originaltitel: Stop! Or My Mom Will Shoot) ist eine US-amerikanische Filmkomödie des Regisseurs Roger Spottiswoode aus dem Jahr 1992.

## Handlung
Das Leben von Police Sergeant Joe Bomowski wird gründlich durcheinandergebracht, als seine unberechenbare Mutter Tutti ihn mit einem ihrer seltenen Besuche beehrt. Ziemlich schnell arrangiert Tutti die Möbel in Joes Junggesellenwohnung nach ihrem eigenen Geschmack um und mischt sich in all seine Angelegenheiten ein – was ihn selbst in arge Verlegenheit bringt. Sie fängt an, den Haushalt zu machen, und putzt alles, was sie sieht – auch Joes Pistole. Der ist empört darüber, denn die ganze schwarze Farbe ist ab. Tutti will ihm eine neue besorgen und fährt dafür in einen Waffenladen in einer gefährlichen Gegend. Der Verkäufer sagt ihr, sie müsse zwei Wochen warten, um ihre gewünschte Waffe zu bekommen. Sie braucht sie jedoch am selben Tag und geht. Ein kräftiger Mann bekommt das Gespräch mit und führt sie zu seinem „Laden“, der eigentlich ein normaler Van ist, und verkauft ihr eine – was sie nicht weiß – illegale, vollautomatische Waffe. Als sie geht, kommen zwei Verbrecher in einem Auto angefahren und eröffnen das Feuer. Dem Waffendealer gelingt die Flucht, sein ebenfalls anwesender Bruder wird aber erschossen. Die Waffe stammt aus einem abgebrannten Lagerhaus, das Bestandteil eines Versicherungsbetrugs war – hinter dem ein Banker namens Parnell steckt –, und sollte von seinen Leuten sichergestellt werden, weil die Seriennummer ihn überführen könnte.
Tutti beobachtet alles und wird von Joes Polizeidienststelle vorgeladen. Dabei sieht sie Joes Geliebte und Chefin Gwen und bemerkt, dass ihr Sohn und sie in letzter Zeit viel Streit haben, und mischt sich nun auch noch in sein Liebesleben ein. Joe wird wütend und treibt seine Mutter dazu, wieder nach Hause zu fliegen. Als Joe den Abschiedsbrief sieht und erkennt, dass er überreagiert hat, eilt er zum Flughafen und überredet sie, noch eine Zeit lang zu bleiben. Zuhause angekommen wartet bereits der Waffendealer auf Joe und informiert ihn darüber, dass an einem abgelegenen Flughafen noch weitere Waffen sind. Joe macht sich auf den Weg, um die Verbrecher zu fassen, da die Waffen demnächst außer Landes geflogen werden. Tutti folgt ihm jedoch ohne sein Wissen und wird zur Geisel. Joe kann das Flugzeug im letzten Moment vom Starten abhalten und die meisten Verbrecher überwältigen. Vor dem Eintreffen der Polizei bedroht Parnell die beiden mit einer Pistole und möchte Joe erschießen. Daraufhin holt Tutti eine 44er Magnum aus ihrer Handtasche und schießt Parnell damit nieder.
Am Ende des Films verabschieden sich Joe und seine inzwischen Verlobte Gwen von Tutti am Flughafen. Dort erkennt diese einen von der Polizei gesuchten Verbrecher, den Joe gleich festnehmen muss. Tuttis Worte – dass der Mann gesucht wird, weil er seine Mutter umgebracht hat – erwidert Joe nur mit einem lakonischen Grinsen.

## Synchronisation
Die deutsche Synchronfassung entstand bei der Berliner Synchron. Dr. Michael Nowka schrieb das Dialogbuch und führte Regie.
| Rolle             | Darsteller          | Synchronsprecher  |
| ----------------- | ------------------- | ----------------- |
| Sgt. Joe Bomowski | Sylvester Stallone  | Thomas Danneberg  |
| Tutti Bomowski    | Estelle Getty       | Barbara Ratthey   |
| Lt. Gwen Harper   | JoBeth Williams     | Marianne Groß     |
| Parnell           | Roger Rees          | Manfred Lehmann   |
| Paulie            | Martin Ferrero      | Joachim Pukaß     |
| Munroe            | Gailard Sartain     | Helmut Gauß       |
| Tony              | John Wesley         | Lutz Riedel       |
| Lou               | Al Fann             | Walter Tschernich |
| Det. Ross         | J. Kenneth Campbell | Frank Glaubrecht  |
| Mitchell          | Dennis Burkley      | Karl Schulz       |
| Mr. Stereo        | Ving Rhames         | Hans Klima        |
| Gun Clerk         | Richard Schiff      | Michael Telloke   |

## Produktion
Die Komödie wurde von Juni bis August 1991 in den kalifornischen Städten Los Angeles und Santa Rosa gedreht. Sie spielte in den US-Kinos 28,4 Millionen US-Dollar und in den anderen Ländern 42,2 Millionen US-Dollar ein.
Im Vorfeld der Produktion streute Arnold Schwarzenegger in Hollywood absichtlich das Gerücht, die Hauptrolle in dem Film übernehmen zu wollen, nur um seinen damaligen Rivalen Stallone zu ködern. In Wirklichkeit hielt er das Drehbuch für „äußerst schlecht“.

## Kritiken
Roger Ebert schrieb in der Chicago Sun-Times, dass der Film derart dämlich sei, dass der Zuschauer auf die Leinwand starre und seinen Augen nicht glauben könne. Es gebe keine lustige Szene.
Rita Kempley schrieb in der Washington Post, dass die Komödie der schlimmste Albtraum sei.
Das Lexikon des internationalen Films schrieb: „Action-Komödie, die aus der bekannten Grundidee meist nur platte Gags entwickelt; ihre mögliche Wirkung wird zudem von einem für dieses Rollenfach völlig untalentierten Star verschenkt.“

## Auszeichnungen
Die Komödie erhielt 1993 drei Goldene Himbeeren, die Negativauszeichnung für schlechte Leistungen: Sylvester Stallone und Estelle Getty als Schauspieler, Blake Snyder, William Osborne und William Davies als Drehbuchautoren.